# Хриска Пейчева
Хриска Пейчева е българска плувкиня.

## Биография
Родена е на 2 януари 1955 г. в гр. Варна. Започва да плува на 10 години при Харалампи Чакъров, а на 13 вече е майстор на спорта. Републиканска шампионка на 100, 200 м и 400 м свободен стил и няколко победи на 200 и 400 м съчетано плуване. Първата българска плувкиня преплувала 400 м свободен стил под 5:00 мин. Участничка на Олимпийските игри в Мюнхен през 1972 г. Треньорка по плуване във Варна.